# Ganga Dasera
Pausz Amawasja – 10-dniowy hinduistyczne święto poświęcone bogini Gandze i rzece Ganges.